# Calle del Beato Tomás de Zumárraga
La calle del Beato Tomás de Zumárraga es una vía pública de la ciudad española de Vitoria.

## Descripción
La calle, que se ha conocido a lo largo de la historia como «puerta de Heali», «camino de Aly», «camino de Ali» y «calle de Ali», por conducir a aquella localidad alavesa, pasó a llamarse «calle del Beato Tomás de Zumárraga» en enero de 1927. Volvería al de «calle de Ali» en 1931 y nuevamente al que actualmente ostenta en 1936. El título de «calle de Fray Tomás de Zumárraga» se había propuesto para una proyectada prolongación de la calle de San Prudencio, pero no salió adelante. Recuerda a Tomás de Zumárraga y Lazcano (1577-1622), misionero natural de Vitoria, formado en el ya desaparecido convento de Santo Domingo, martirizado y muerto en Japón y beatificado por el papa Pío IX en 1867.
La vía, cuando todavía se conocía como «calle de Ali», aparece descrita en la Guía de Vitoria (1901) de José Colá y Goiti con las siguientes palabras:

Calle de Ali.—Nombre primitivo, si bien antes se llamó «Camino de Ali.» Se le dió este título en 1869. Principia en las Cercas bajas y concluye en el término jurisdiccional del pueblo de Ali. En esta vía está construyendo una gran fábrica la sociedad titulada «La Metalúrgica de Vitoria.»
(Colá y Goiti, 1901, pp. 23-24)

En la actualidad, nace de la calle de la Fundadora de las Siervas de Jesús, donde conecta con el cantón de Anorbín, y discurre hasta fundirse con la avenida de los Huetos. Tiene cruces con las calles de las Cercas Bajas, de Ramiro de Maeztu, del Gorbea, la avenida de Gasteiz, del Pintor Tomás Alfaro, de Sebastián Fernández de Leceta, de Serafín Ajuria, de Argentina, del Pintor Clemente Arraiz, de José Miguel de Barandiarán, del Pintor Gustavo Maeztu, la senda de José Luis Gonzalo-Bilbao, de Pedro de Asúa, de México, de Sebastián Hurtado Corcuer, de Francisco Leandro de Viana, la avenida del Mediterráneo y la avenida de Zabalgana.
A lo largo de los años, han tenido sede en la calle una fábrica de cerveza, la policlínica de San José, la clínica de la Virgen Blanca, la Cámara Oficial Sindical Agraria, la Maternidad de Solteras, la delegación de Coca-Cola, el colegio del Niño Jesús, la Asociación de Sordomudos, la ermita de San Martín de Abendaño y el Seminario Diocesano de Vitoria.